# Calyptranthes blanchetiana
Calyptranthes blanchetiana är en myrtenväxtart som beskrevs av Otto Karl Berg. Calyptranthes blanchetiana ingår i släktet Calyptranthes och familjen myrtenväxter. Inga underarter finns listade i Catalogue of Life.